# Марієнліст (стадіон)
«Марієнліст Стадіон» (норв. Marienlyst Stadion) — футбольний стадіон у місті Драммен, Норвегія, домашня арена ФК «Стремсгодсет».
Стадіон побудований та відкритий 1924 року. 2007 року природний газон замінений на штучний. 2014 року реконструйований, в результаті чого встановлено місткість на 8 935 глядачів. Рекорд відвідування встановлено 1947 року, коли матч відвідало 17 300 глядачів. У 2000-х роках було оголошено про плани спорудження нового стадіону на місці старого, однак його проект досі не реалізований.